# 다나베 료타
다나베 료타(일본어: 田鍋 陵太, 1993년 4월 10일 ~ )는 일본의 전 축구 선수이다.

## 구단 경력
그는 2012년부터 2017년까지 J리그의 나고야 그램퍼스에서 활동하였다.